# 高學振
高學振（？—），北韓政治人物，朝鮮社會民主黨黨員，曾任職社會民主黨平安南道代表。1986年，他在最高人民會議選舉中當選代議員，及後兩度連任。同年，他又被任命為無產礦山聯合企業管理人。1992年，獲金日成勛章得主。2001年，他曾陪同時任最高領導人金正日視察無產礦山聯合企業。次年，又在最高人民會議第5次會議發起討論。

## 資料來源
1. 1 2 3  .   [2014-02-20]. （原始内容存档于2019-09-02）.